# 10035 Davidgheesling
10035 Davidgheesling este o planetă minoră (asteroid), cu un diametru de 5,353 km, din centura de asteroizi. A fost descoperită pe 16 februarie 1982 la Observatorul Kleť de Ladislav Brožek⁠(d). 
Obiectul prezintă o orbită caracterizată de o semiaxă mare de 2,268211 UAi, o excentricitate de 0,14, o înclinație de 4,79546 ° în raport cu ecliptica.